# Gowongan
Gowongan is een bestuurslaag in het regentschap Jogjakarta van de provincie Jogjakarta, Indonesië. Gowongan telt 6656 inwoners (volkstelling 2010).